# Komolytalan komornyik
A Komolytalan komornyik (eredeti cím: Bob the Butler) 2005-ben bemutatott amerikai családi filmvígjáték, melyet Gary Sinyor, Jane Walker Wood és Steven Manners forgatókönyvéből Gary Sinyor rendezett. A főbb szerepekben Brooke Shields és Tom Green látható.
Az Amerikai Egyesült Államokban 2005. november 5-én mutatta be a Disney Channel. Magyarországon kizárólag DVD-n jelent meg.

## Cselekmény
A harmincéves, faragatlan modorú Bob Tree nehezen tud megtartani egy állást, mert a sok rendetlenség miatt elég hamar elbocsátják. De kitartó és készséges - különösebb ambíciók nélkül - a legkülönfélébb munkák kipróbálása után (ahogy a foglalkozások ábécé szerinti listáján megy végig) részt vesz egy komornyik munkára való átképzésen. 
A kitartás, amellyel a mindössze ötnapos tanfolyamot végigcsinálja, hamarosan oda vezet, hogy Anne Jamieson, a középkorú, csak a munkájának élő nő pazar villájában kap állást. 
Az egyedülálló Anne Jamieson felbérli Tree-t, hogy vigyázzon a gyermekeire, Batesre és Tessre. Több időt akar tölteni francia barátjával, Jacques-kal. Tree hamar összebarátkozik a gyerekekkel.
Anne két gyermeket szült mesterséges megtermékenyítéssel, mivel nagyon magányos és elfoglalt, félő, hogy nem tud még egy romantikus kapcsolatot is ápolni. A legnagyobb probléma, hogy a kis Tess és Bates az elhagyatottságon kívül mást nem ismertek az anyjukból, és emiatt, főleg Tess, kritikus és ingerült jellem lett, ellentétben a kis Bates-szel, aki nem titkolja, hogy szenved az anyja hiánya miatt. 
Bob merész kalandjai segítenek neki, hogy jó benyomást keltsen a Jameson-gyerekekben. Amint felveszik, kiváló kapcsolatot alakít ki, különösen Batesszel, akivel közös a kosárlabda iránti szenvedélye, és segít neki (bár hiába), hogy átmenjen a válogatón, hogy bekerülhessen az iskolai csapatba. Jóindulatú, kissé esetlen modorával és atyai tanácsainak osztogatásával sikerül megolvasztania a Tess által emelt jégfalat is, aki szenved attól, hogy nem tud úgy beilleszkedni az iskolai környezetbe, ahogyan szeretne. 
Közben Anne a Jacques-kal, egy gazdag francia üzletemberrel való viszonyára koncentrál, aki ki nem állhatja a gyerekeket. Bobnak a Jameson családnál való tartózkodása lebontja Anne régi, rideg, szeretet nélküli szokásait a gyermekeivel szemben, és más szemszögből láttatja vele, hogy milyenek is a gyermekei valójában: kedves, tehetséges gyerekek. Valójában Bobnak köszönhető, hogy Anne felfedezi Tess divat iránti szenvedélyét és nagy tehetségét, mint tervező és stylist; neki köszönhető az is, hogy a kosárlabdával kapcsolatos sportélményeinek kudarca után Bates rájön, hogy jó az események moderálásában. A komornyiknak sikerül mindannyiukból a legjobbat kihoznia, de a baklövései arról győzik meg Anne-t, hogy rúgja ki, ezért Jamieson néhány további balhé után elbocsátja.
De a nő a sok szerencsétlen esemény ellenére rájön, hogy Bob tényleg szereti a gyerekeit, ezért amikor véletlenül találkoznak a benzinkútnál (ahol Bob pillanatnyilag dolgozik), ad neki még egy esélyt. Felfedezik, hogy szeretik egymást, és végre igazi családot alkotnak.

## Szereplők
| Szerep         | Színész            | Magyar hang       |
| -------------- | ------------------ | ----------------- |
| Bob Tree       | Tom Green          | Karácsonyi Zoltán |
| Anne Jamieson  | Brooke Shields     | Kökényessy Ági    |
| Tess Jamieson  | Genevieve Buechner | Kántor Kitty      |
| Bates Jamieson | Benjamin Smith     | Czető Ádám        |
| Morgan         | Nicole Potvin      |                   |
| Jacques        | Rob LaBelle        | Végh Péter        |
| Sophie         | Valerie Tian       | Talmács Márta     |
| Mr. Butler     | Simon Callow       | Végvári Tamás     |
| Mama Clara     | Iris Graham        | Simonyi Piroska   |

## A film készítése
A forgatás Langley Cityben, Aldergroveban és Abbotsfordban (Brit Columbia) zajlott.
Az eredeti tervek szerint 2005 októberében került volna a mozikba PG-13-as besorolással. Végül 2005. augusztus 28-án a Disney Channel csatornán mutatták be, PG besorolásra módosítva. 

## Fordítás
- Ez a szócikk részben vagy egészben  a   Bob the Butler című angol Wikipédia-szócikk ezen változatának fordításán alapul.  Az eredeti cikk szerkesztőit annak laptörténete sorolja fel. Ez a jelzés csupán a megfogalmazás eredetét és a szerzői jogokat jelzi, nem szolgál a cikkben szereplő információk forrásmegjelöléseként.